# Gulistan
Gulistan (uzbecky Guliston) je město a správní centrum Syrdarijinského vilajátu v Uzbekistánu. Žije zde 97 600 obyvatel (2019).

## Etymologie
Začátkem 19. století zde existovala osada Aččikkuduk, což znamenalo Studna se slanou vodou. S příchodem Rusů byla osada nazývána Gribojedovka a v roce 1905 byla oficiálně pojmenována Golodnaja Step, tedy Hladová step, podle nedaleké Hladové stepi. V roce 1922 byla osada přejmenována na Mirzačul (uzbecké označení pro Hladovou step) a když byla v roce 1961 povýšena na město, získala současný název Gulistan, což pochází z perštiny a dá se volně přeložit jako Země květin.

## Geografie
Gulistan leží 110 km jihozápadně od Taškentu, na jihovýchodním konci Hladové stepi, na železniční trati do Ferganskéhé kotliny.

## Historie
V 19. století na místě dnešního města existovala malá uzbecká vesnice Aččikkuduk, ve které bylo 40 domácností, mešita a čajovna.
V roce 1869 rozhodl generální guvernér Turkestánu Konstantin von Kaufman o zavlažování neúrodné Hladové stepi, kterou chtěl proměnit v zemědělskou půdu. Po letech plánování a průzkumů v terénu, začala v roce 1886 výstavba zavlažovacího kanálu, do oblasti se sjely ruští kopáči a založili 8 malých ruských osad: Romanovskij, Záporoží, Naděždinskij, Nikolajevskij, Obetovannyj, Nižněvolynskij, Verchněvolynskij a Konnogvardějskij. Kanál měl délku 84 km, pojmenován byl po caru Mikuláši I. a procházel i Aččikkudukem, který Rusové nazývali Gribojedovka.
V roce 1895 byla do osady zavedena železnice ze Samarkandu do Taškentu. V roce 1905 byla vesnice oficiálně přejmenována na Golodnaja Step a byla jednou z menších ruských osad v okolí. V obci stály budovy správy kanálu a první ruská škola v oblasti.
V roce 1914 v ruských osadách na místě dnešního města bylo již 290 domácností. V roce 1922 byla vesnice přejmenována na Mirzačul a došlo ke spojení s dalšími ruskými osadami v blízkosti. V roce 1952 Mirzačul získal status sídla městského typu.
Dne 8. května 1961 došlo k přejmenování na současný název Gulistan a povýšení na město, které se v roce 1963 stalo správním centrem nově vytvořené Syrdarské oblasti Uzbecké SSR.

## Průmysl
Gulistan získal ekonomický význam až se začátkem umělého zavlažování a pěstování bavlny.
Ve městě jsou průmyslové vyzrňovací stanice bavlny, továrny na zpracování bavlny, výroba výtahů, mlékárny, dílny na opravy zemědělských strojů a automobilů, tiskárny. Byl zde vybudován společný uzbecko-český podnik Lichava-Farmsanoat na výrobu léčiv.

## Galerie

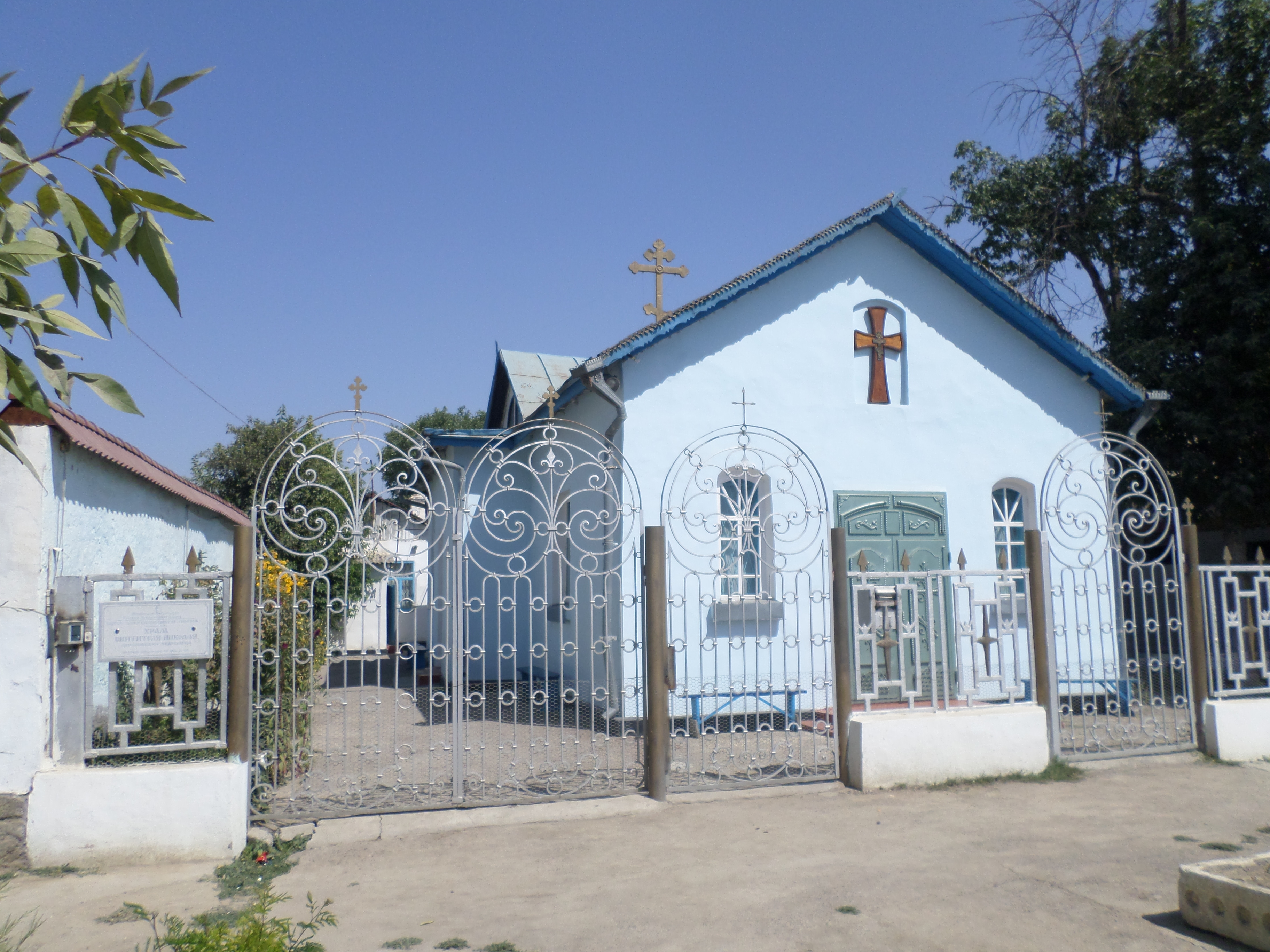
Pravoslavný kostel v Gulistanu (2015)
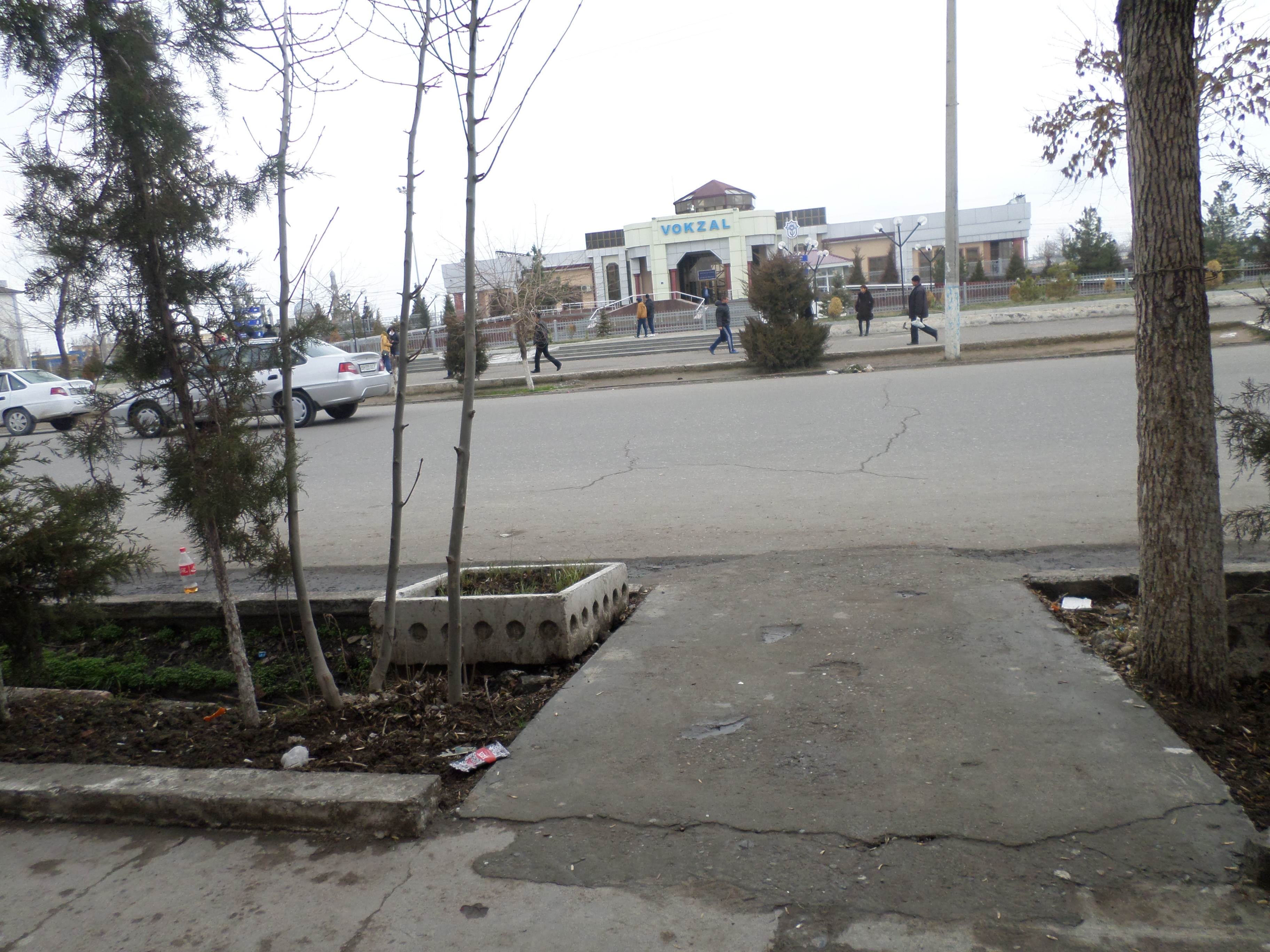
Železniční nádraží (2015)
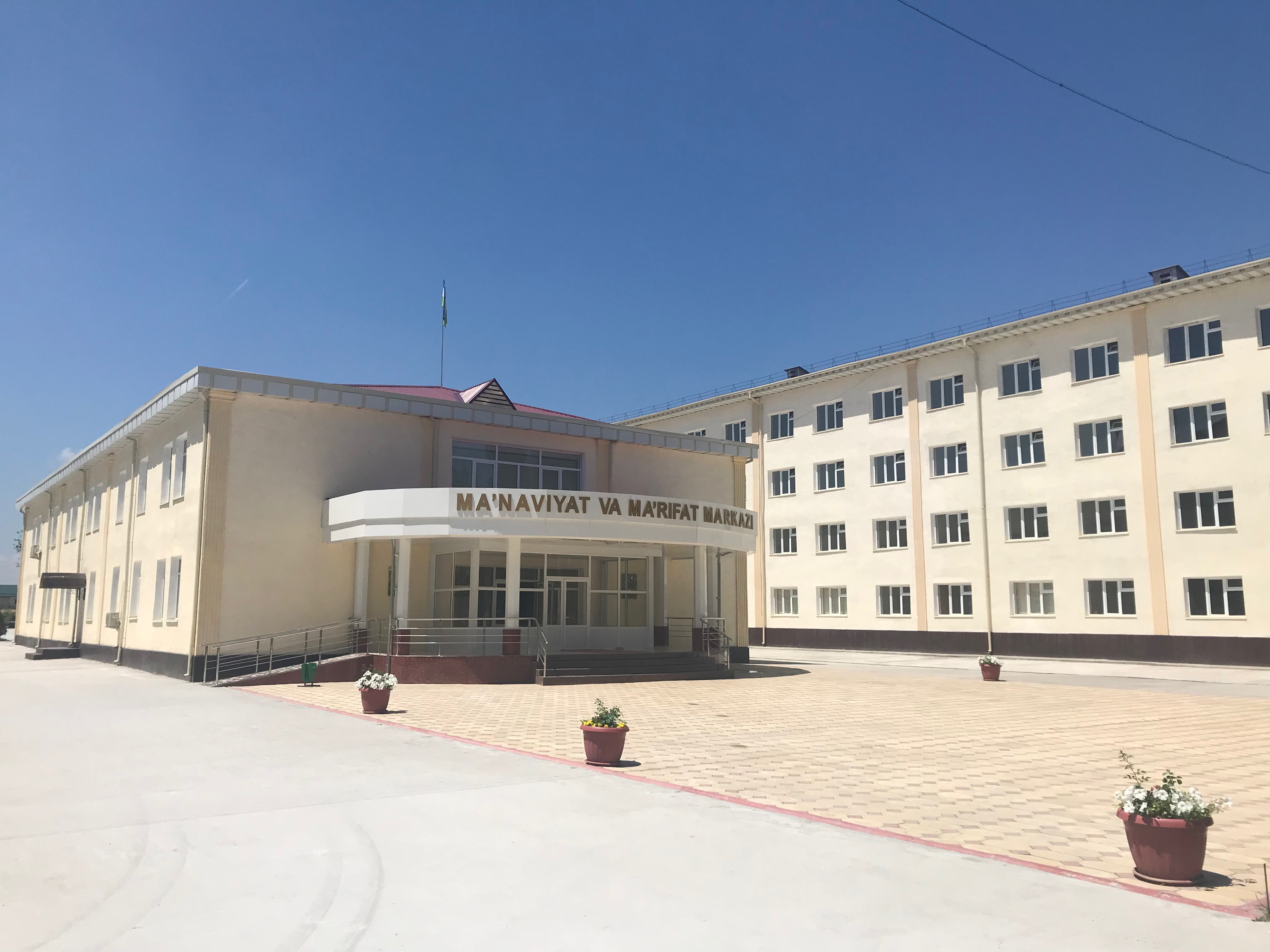
Gulistanská univerzita (2019)
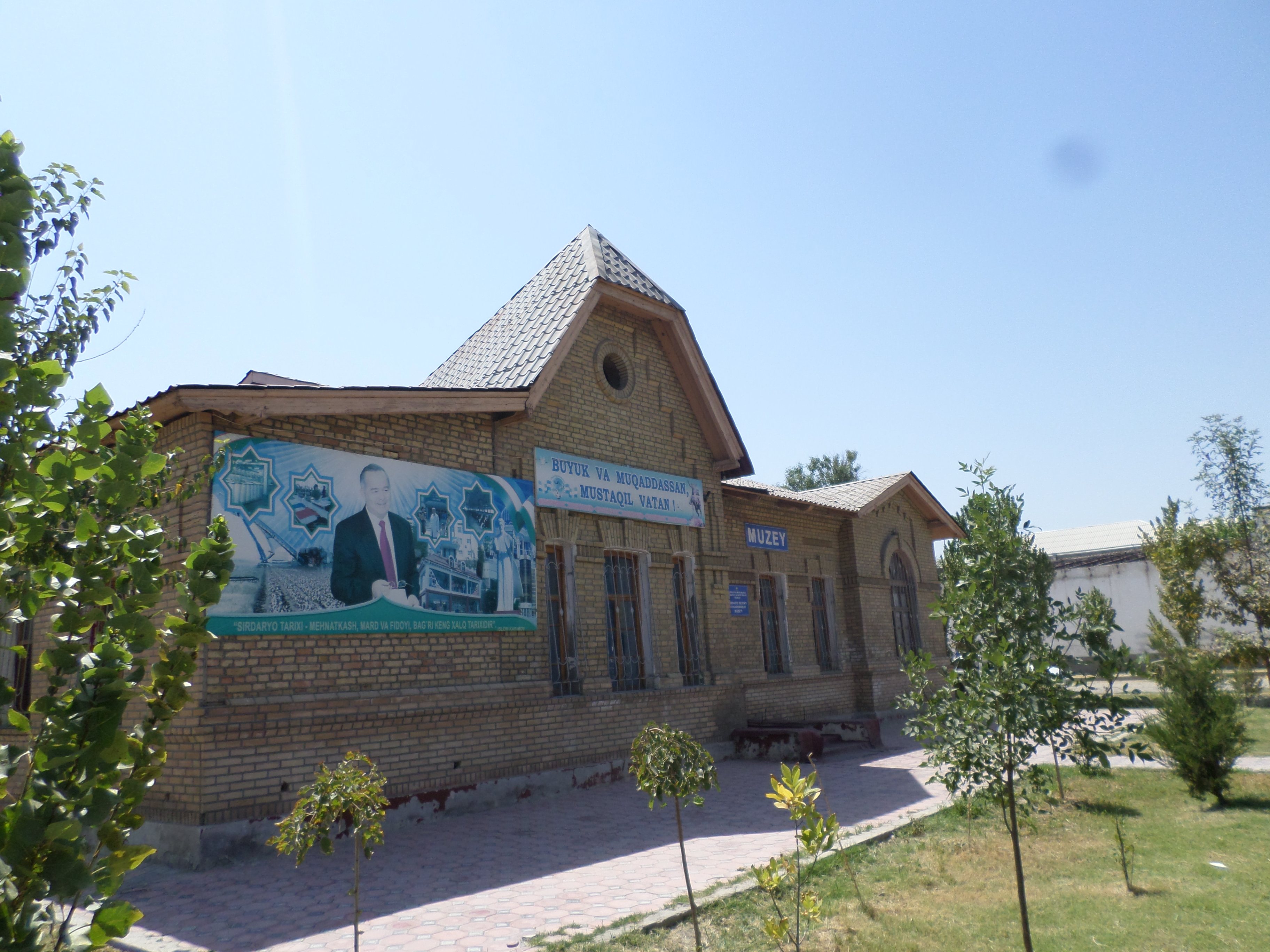
Městské muzeum (2015)
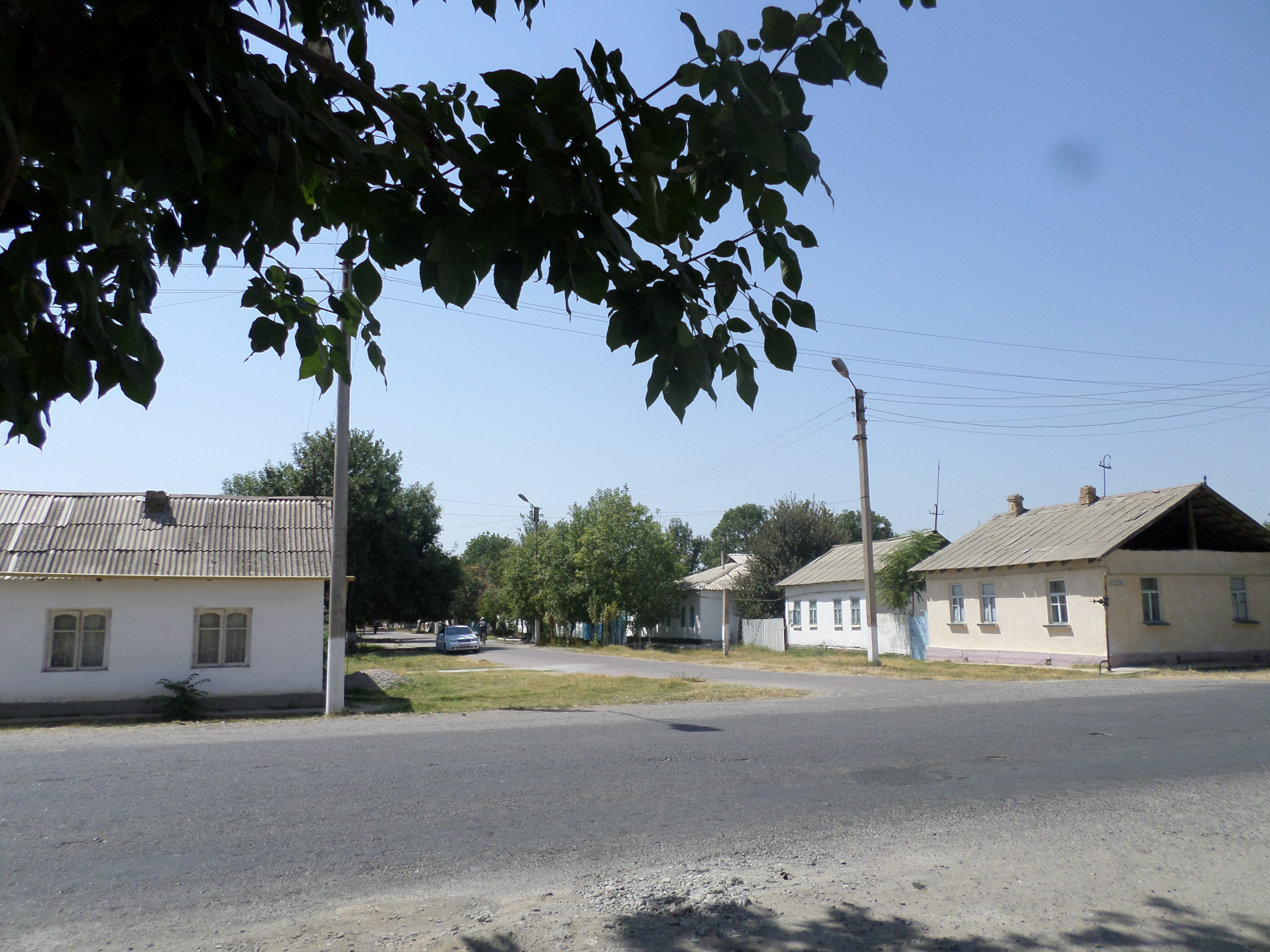
Ulice v Gulistanu (2015)